# 비너스와 아도니스

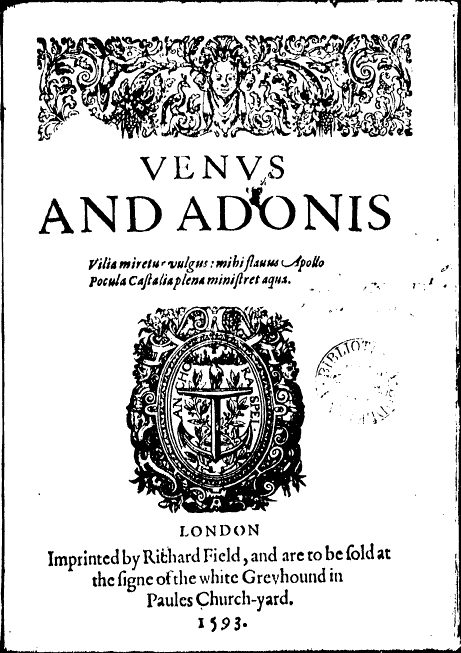
비너스와 아도니스 초판본

비너스와 아도니스(Venus and Adonis}는 윌리엄 셰익스피어가 쓴 장편 서사시이다.

## 출판
《비너스와 아도니스》는 1593년 4월 18일 셰익스피어와 동시대인이자 그의 시 여러 편을 출판하여 널리 알려진 스트랫퍼드 어폰 에이번의 출판인 리처드 필드가 4분판으로 처음 출판하였다. 이듬해인 1594년 판권이 런던의 존 해리슨에게 넘겨져 두 번째로 출판되었다. 루크레티아의 능욕 또한 1594년 존 해리슨에 의해 초판이 출판되었다. 1595년과 1596년에는 8분판으로 다시 풀간되었고, 1599년 판권은 윌리엄 레이크에게 넘어갔다. 이후 1602년 4번의 출판이 있었으며 1617년에는 윌리엄 바렛에게 판권이 넘겨져 출판되었다. 이후 1640년까지 5번의 출판이 뒤따랐다. 47년 동안 16번의 출판이 있었던 셈으로 당대에 최고의 성공을 거둔 시였다.

## 역사적 배경
1593년 런던에는 흑사병이 발생하여 모든 극장이 문은 닫았다. 이때까지 셰익스피어는 5 - 7 편의 희곡을 발표하여 명성을 얻어가는 중이었다. 그는 이 작품을 "내 스스로의 최고의 작품"으로 자평하면서 사우새프턴 백작 헨리 리즐리에게 헌정하였다. 1594년 셰익스피어는 루크레티아의 능욕 역시 헨리 리즐리에게 헌정하였다. 헨리 리즐리는 셰익스피어의 후원자로 당시 재정적으로 어려움에 처해 있었으나 두 작품의 헌정에 대해 금전적인 보상을 하였다.
셰익스피어는 자신의 극장 수익 중 12분의 1을 배당금으로 가져갔으며, 이 때문에 흑사병과 같은 특별한 사정이 없었다면 장편의 시를 쓰는 것보다는 새로운 희곡을 쓰는 것이 그의 수입에 보다 유리하였다.

## 문학적 배경

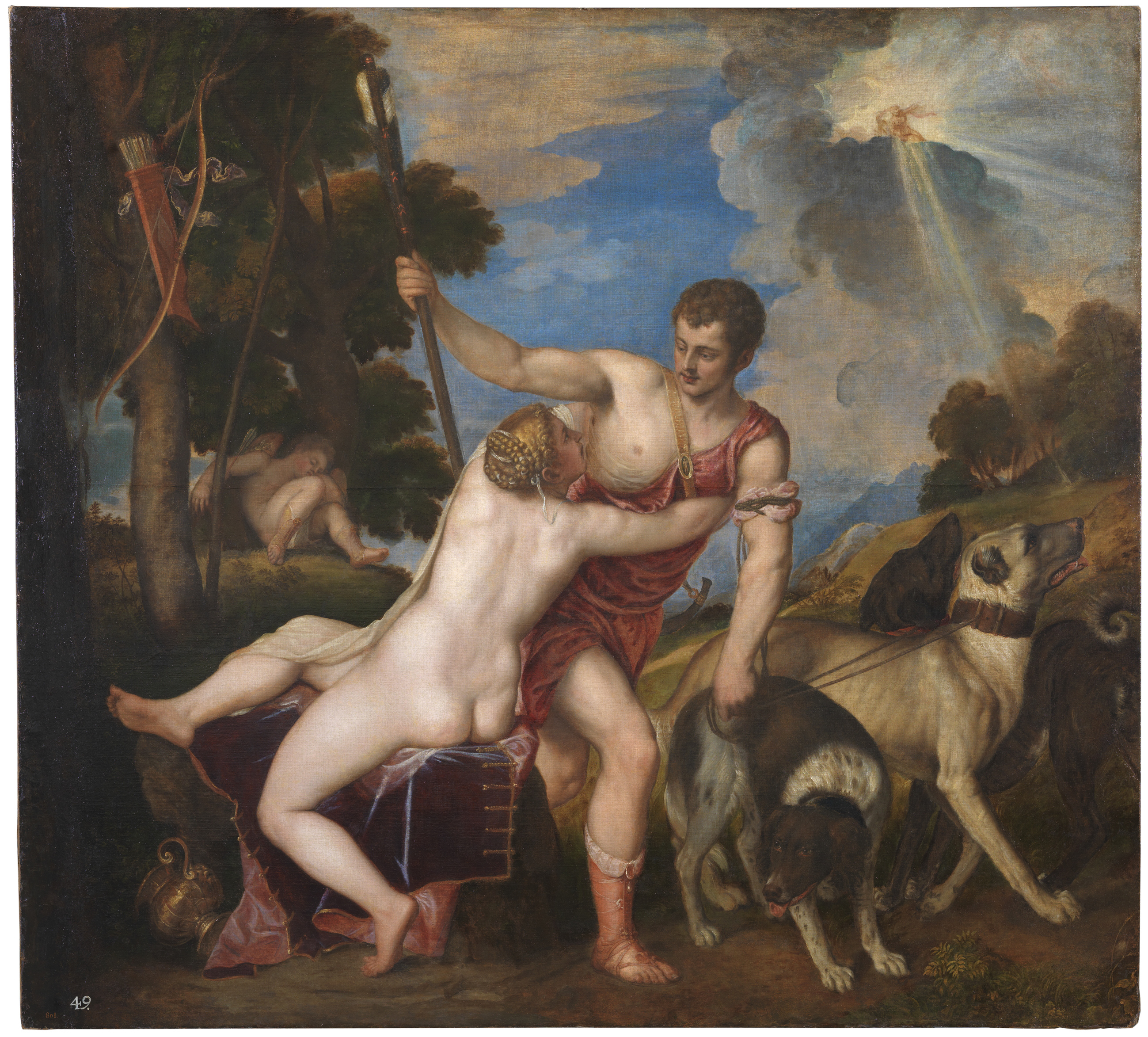
사냥을 떠나는 아도니스를 만류하는 비너스, 티치아노 베첼리

비너스와 아도니스의 이야기는 오비디우스의 장편 시집 《변신이야기》 제10권에 나온다. 비너스가 필멸자인 자신의 연인 아도니스를 위해 위험을 경고하지만 결국 아도니스는 자신의 운명을 거스르지 못한다는 것이 줄거리이다. 셰익스피어는 이 이야기를 뼈대로 1194행의 장편 시를 썼다.
신화에 대한 셰익스피어의 새로운 해석의 핵심은 아도니스가 위험을 피하라는 비너스의 요청을 거절한다는 점이다. 이 점에 대해서는 셰익스피어가 티치아노 베첼리의 그림을 보고 착안하였다는 주장이 있다.(이르윈 파노프스키) 그러나, 셰익스피어의 희곡 베로나의 두 신사에서 이미 우물쭈물하는 남성에게 적극적으로 구애하는 여성 등장인물이 표현되고 있어 셰익스피어의 독창적인 해석이라는 견해도 있다. 이 시의 또 다른 독창성은 아도니스가 사냥을 떠나는 그날 아침 한 장소에서 벌어지는 두 인물의 대화에 초점을 맞춰 아리스토텔레스적인 규칙을 따랐다는 점이다.

## 줄거리와 구성
아도니스는 사냥을 가기 위해 말위에 오르려하고 비너스는 열정적으로 입맞춤하며 그를 말린다. 그러나 비너스의 어떤 말과 행동도 아도니스를 성적 욕망에 빠져들게 할 수 없었고, 결국 아도니스는 사냥을 떠난다. 비너스는 울부짖는 짐승의 소리와 끔직한 비명을 듣고 결국 자신의 연인이 차디찬 시신이 되어 돌아온 것을 보고 비탄에 빠진다.
셰익스피어는 《비너스와 아도니스》를 성적 사랑에 대한 서사시로 집필하였으며 두 등장인물의 대화를 솜씨좋게 구성하였다. 비너스의 대사는 229 행에 걸쳐 등장한다.
| "Fondling," she saith, "since I have hemm'd thee here Within the circuit of this ivory pale, I'll be a park, and thou shalt be my deer; Feed where thou wilt, on mountain or in dale Graze on my lips; and if those hills be dry, Stray lower, where the pleasant fountains lie." | "내사랑"하며 그녀는 말했지, "이 상아빛 하얀 원 사이에 내가 너를 붙잡고 있는 동안 나는 뜨락이 되고 너는 내 사슴이 되어 산과 언덕에서 마냥 마음껏 먹어다오 내 입술을 탐해다오, 언덕이 메마른다면 더 밑으로 내려와 그곳에 누운 샘을 찾아다오 |

## 같이 보기
- 오비디우스